# Golden Globe 2011
La 68ª edizione della cerimonia di premiazione dei Golden Globe ha avuto luogo il 16 gennaio 2011 al Beverly Hilton Hotel di Beverly Hills, California, presentata da Ricky Gervais. Miss Golden Globe della serata è stata Gia Mantegna, figlia dell'attore Joe Mantegna.
Le candidature sono state annunciate il 14 dicembre 2010.
Gia Mantegna, figlia di Joe Mantegna, è stata la Golden Globe Ambassador dell'edizione.

## Premi per il cinema
Vengono di seguito indicati in grassetto i vincitori. Ove ricorrente e disponibile, viene indicato il titolo in lingua italiana e quello in lingua originale tra parentesi.

### Miglior film drammatico
- The Social Network, regia di David Fincher
- Il cigno nero (Black Swan), regia di Darren Aronofsky
- Il discorso del re (The King's Speech), regia di Tom Hooper
- Inception, regia di Christopher Nolan
- The Fighter, regia di David O. Russell

### Miglior film commedia o musicale
- I ragazzi stanno bene (The Kids Are All Right), regia di Lisa Cholodenko
- Alice in Wonderland, regia di Tim Burton
- Burlesque, regia di Steven Antin
- Red, regia di Robert Schwentke
- The Tourist, regia di Florian Henckel von Donnersmarck

### Miglior regista
- David Fincher - The Social Network
- Darren Aronofsky - Il cigno nero (Black Swan)
- Tom Hooper - Il discorso del re (The King's Speech)
- Christopher Nolan - Inception
- David O. Russell - The Fighter

### Miglior attore in un film drammatico
- Colin Firth - Il discorso del re (The King's Speech)
- Jesse Eisenberg - The Social Network
- James Franco - 127 ore (127 Hours)
- Ryan Gosling - Blue Valentine
- Mark Wahlberg - The Fighter

### Migliore attrice in un film drammatico
- Natalie Portman - Il cigno nero (Black Swan)
- Halle Berry - Frankie and Alice
- Nicole Kidman - Rabbit Hole
- Jennifer Lawrence - Un gelido inverno (Winter's Bone)
- Michelle Williams - Blue Valentine

### Miglior attore in un film commedia o musicale
- Paul Giamatti - La versione di Barney (Barney's Version)
- Johnny Depp - Alice in Wonderland
- Johnny Depp - The Tourist
- Jake Gyllenhaal - Amore & altri rimedi (Love and Other Drugs)
- Kevin Spacey - Il gioco dei soldi (Casino Jack)

### Migliore attrice in un film commedia o musicale
- Annette Bening - I ragazzi stanno bene (The Kids Are All Right)
- Anne Hathaway - Amore & altri rimedi (Love and Other Drugs)
- Angelina Jolie - The Tourist
- Julianne Moore - I ragazzi stanno bene (The Kids Are All Right)
- Emma Stone - Easy Girl (Easy A)

### Miglior attore non protagonista
- Christian Bale - The Fighter
- Michael Douglas - Wall Street: il denaro non dorme mai (Wall Street: Money Never Sleeps)
- Andrew Garfield - The Social Network
- Jeremy Renner - The Town
- Geoffrey Rush - Il discorso del re (The King's Speech)

### Migliore attrice non protagonista
- Melissa Leo - The Fighter
- Amy Adams - The Fighter
- Helena Bonham Carter - Il discorso del re (The King's Speech)
- Mila Kunis - Il cigno nero (Black Swan)
- Jacki Weaver - Animal Kingdom

### Migliore sceneggiatura
- Aaron Sorkin - The Social Network
- Danny Boyle e Simon Beaufoy - 127 ore (127 Hours)
- Lisa Cholodenko e Stuart Blumberg - I ragazzi stanno bene (The Kids Are All Right)
- Christopher Nolan - Inception
- David Seidler - Il discorso del re (The King's Speech)

### Migliore colonna sonora originale
- Trent Reznor e Atticus Ross - The Social Network
- Alexandre Desplat  - Il discorso del re (The King's Speech)
- Danny Elfman - Alice in Wonderland
- A.R. Rahman - 127 ore (127 Hours)
- Hans Zimmer - Inception

### Migliore canzone originale
- You Haven't Seen the Last of Me, scritta da Diane Warren - Burlesque
- Bound to You, scritta da Samuel Dixon, Christina Aguilera e Sia Furler - Burlesque
- Coming Home, scritta da Bob DiPiero, Tom Douglas, Hillary Lindsey e Troy Verges - Country Strong
- I See the Light, scritta da Alan Menken e Glenn Slater - Rapunzel - L'intreccio della torre (Tangled)
- There's A Place For Us, scritta da Carrie Underwood, David Hodges e Hillary Lindsey - Le cronache di Narnia - Il viaggio del veliero (The Chronicles of Narnia: The Voyage of the Dawn Treader)

### Miglior film straniero
- In un mondo migliore (Hævnen), regia di Susanne Bier (Danimarca)
- Biutiful, regia di Alejandro González Iñárritu (Messico)
- Il concerto (Le Concert), regia di Radu Mihăileanu (Francia)
- Io sono l'amore, regia di Luca Guadagnino (Italia)
- Kray, regia di Alexei Uchitel (Russia)

### Miglior film d'animazione
- Toy Story 3 - La grande fuga (Toy Story 3), regia di Lee Unkrich
- Cattivissimo me (Despicable Me), regia di Pierre Coffin e Chris Renaud
- Dragon Trainer (How To Train Your Dragon), regia di Chris Sanders e Dean DeBlois
- L'illusionista (L'Illusionniste), regia di Sylvain Chomet
- Rapunzel - L'intreccio della torre (Tangled), regia di Nathan Greno e Byron Howard

## Premi per la televisione
Vengono di seguito indicati in grassetto i vincitori. Ove ricorrente e disponibile, viene indicato il titolo in lingua italiana e quello in lingua originale tra parentesi.

### Miglior serie drammatica
- Boardwalk Empire - L'impero del crimine
- Dexter
- Mad Men
- The Good Wife
- The Walking Dead

### Miglior serie commedia o musicale
- Glee
- 30 Rock
- The Big Bang Theory
- The Big C
- Modern Family
- Nurse Jackie - Terapia d'urto (Nurse Jackie)

### Miglior mini-serie o film per la televisione
- Carlos
- The Pacific
- I pilastri della Terra (The Pillars of the Earth)
- Temple Grandin - Una donna straordinaria (Temple Grandin)
- You Don't Know Jack - Il dottor morte

### Miglior attore in una serie drammatica
- Steve Buscemi - Boardwalk Empire - L'impero del crimine
- Bryan Cranston - Breaking Bad
- Michael C. Hall - Dexter
- Jon Hamm - Mad Men
- Hugh Laurie - Dr. House - Medical Division (House, M.D.)

### Miglior attore in una serie commedia o musicale
- Jim Parsons - The Big Bang Theory
- Alec Baldwin - 30 Rock
- Steve Carell - The Office
- Thomas Jane - Hung - Ragazzo squillo (Hung)
- Matthew Morrison - Glee

### Miglior attore in una mini-serie o film per la televisione
- Al Pacino - You Don't Know Jack - Il dottor morte
- Idris Elba - Luther
- Ian McShane - I pilastri della Terra (The Pillars of the Earth)
- Dennis Quaid - I due presidenti (The Special Relatioship)
- Édgar Ramírez - Carlos

### Migliore attrice in una serie drammatica
- Katey Sagal - Sons of Anarchy
- Julianna Margulies - The Good Wife
- Elisabeth Moss - Mad Men
- Piper Perabo - Covert Affairs
- Kyra Sedgwick - The Closer

### Migliore attrice in una serie commedia o musicale
- Laura Linney - The Big C
- Toni Collette - United States of Tara
- Edie Falco - Nurse Jackie - Terapia d'urto (Nurse Jackie)
- Tina Fey - 30 Rock
- Lea Michele - Glee

### Migliore attrice in una mini-serie o film per la televisione
- Claire Danes - Temple Grandin - Una donna straordinaria (Temple Grandin)
- Hayley Atwell - I pilastri della Terra (The Pillars of the Earth)
- Judi Dench - Return to Cranford
- Romola Garai - Emma
- Jennifer Love Hewitt - La lista dei clienti (The Client List)

### Miglior attore non protagonista in una serie
- Chris Colfer - Glee
- Scott Caan - Hawaii Five-0
- Chris Noth - The Good Wife
- Eric Stonestreet - Modern Family
- David Strathairn - Temple Grandin - Una donna straordinaria (Temple Grandin)

### Migliore attrice non protagonista in una serie
- Jane Lynch - Glee
- Hope Davis - I due presidenti (The Special Relationship)
- Kelly Macdonald - Boardwalk Empire - L'impero del crimine
- Julia Stiles - Dexter
- Sofía Vergara - Modern Family

## Premi onorari
- Golden Globe alla carriera: Robert De Niro